# Peniocereus zopilotensis
Peniocereus zopilotensis ist eine Pflanzenart in der Gattung Peniocereus aus der Familie der Kakteengewächse (Cactaceae). Das Artepitheton zopilotensis verweist auf die Verbreitung im Cañón del Zopilote.

## Beschreibung
Peniocereus zopilotensis wächst strauchig mit anlehnenden bis kletternden Trieben und knollenförmigen Wurzeln. Die kahlen Triebe sind bis zu 4 Meter lang und weisen einen Durchmesser von 1 bis 1,5 Zentimeter auf. Auf den 16 bis 20 Rippen sitzen schwarze Areolen. Die ein bis zwei Mitteldornen sind rötlich braun und 2 bis 3 Millimeter lang. Die acht bis zehn weißen, nadelförmigen Randdornen sind angedrückt und 1,5 bis 3 Millimeter lang
Die röhren- bis trichterförmigen, weißlichen bis cremefarbenen Blüten erscheinen seitlich an den Trieben und öffnen sich in der Nacht. Ihr gehöckertes Perikarpell ist etwas mit weißer Wolle und an der Basis mit einigen Dornen besetzt. Die birnenförmigen bis länglichen, scharlachroten Früchte erreichen eine Länge von bis zu 3,5 Zentimeter und einen Durchmesser von 2 Zentimeter.

## Verbreitung, Systematik und Gefährdung
Peniocereus zopilotensis ist im mexikanischen Bundesstaat Guerrero verbreitet.
Die Erstbeschreibung als Wilcoxia zopilotensis erfolgte 1969 durch Jorge Meyrán. Franz Buxbaum stellte die Art 1975 in die Gattung Peniocereus. Ein nomenklatorisches Synonym ist Neoevansia zopilotensis (J.Meyrán) Sánchez-Mej. (1973).
In der Roten Liste gefährdeter Arten der IUCN wird die Art als „Critically Endangered (CR)“, d. h. als vom Aussterben bedroht geführt.

## Nachweise